# Graafův folikul

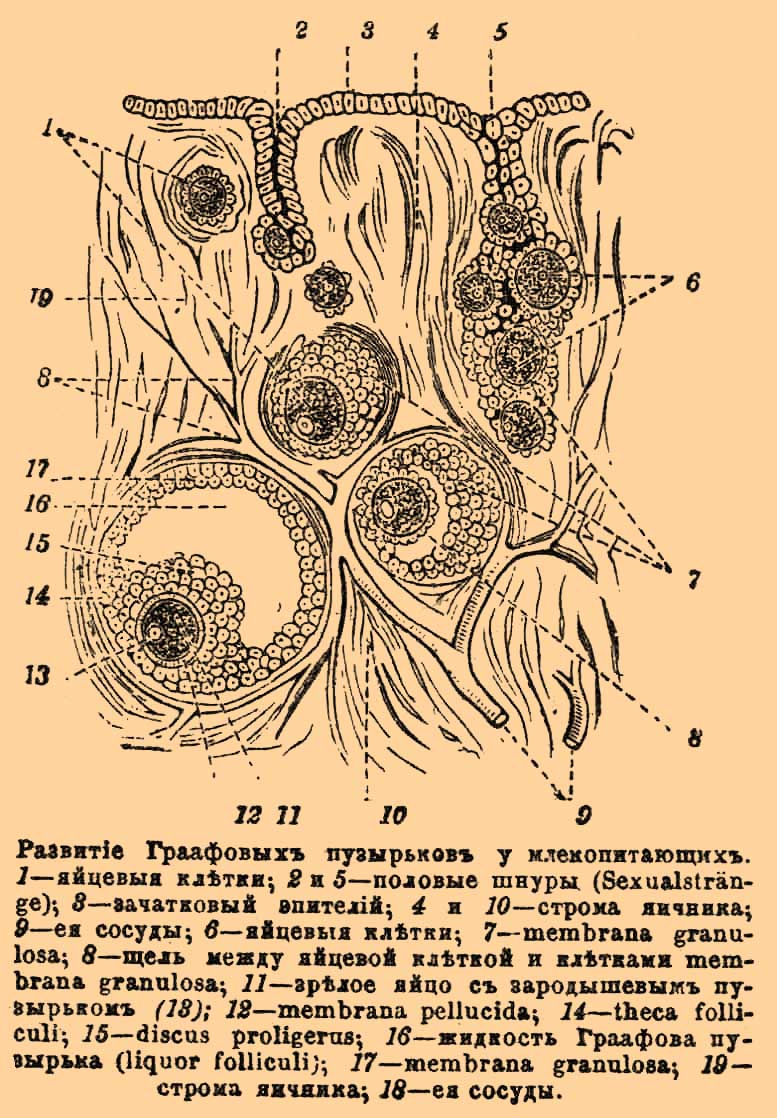
Graafův folikul

Graafův folikul (též vezikulární, terciární nebo někdy sekundární folikul – terminologie není zcela jednoznačná) je označení pro zralý vaječníkový folikul v závěrečném stadiu vývoje před ovulací. Někteří autoři vyčleňují Graafův folikul jako ryze preovulační stadium několik hodin před ovulací.
Skládá se z oocytu (o průměru asi 130 μm) a okolních podpůrných (folikulárních čili granulózních) buněk. Je to kulovitý útvar, v němž dochází ke zvětšování tekutinou naplněné dutiny (tzv. antra, 1.p antrum) mezi folikulárními buňkami. Oocyt se vyskytuje u okraje této vnitřní dutiny, ale je ostrůvkem folikulárních buněk obklopen ze všech stran (ty tvoří tzv. cumulus oophorus). Navíc je kolem oocytu amorfní obal „zona pellucida“.